# Васильев, Николай Семёнович
Николай Семёнович Васильев (1800 — после 1855) — русский учёный, юрист и экономист. Ординарный профессор и декан юридического факультета Московского университета, статский советник.

## Биография
Происходил из дворян Рязанской губернии. После окончания Московского университетского пансиона (1815) поступил на отделение нравственных и политических наук Московского университета, который окончил со степенью кандидата (1819).
С 1825 года стал ещё преподавать в коммерческой академии — историю, статистику и законоведение.
В декабре 1826 года он был удостоен степени магистра этико-политических наук; с марта 1828 года стал адъюнктом Московского университета по кафедре политической академии и дипломатии, с 1829 года начал заведовать ей; 25 мая 1833 года утверждён в звании ординарного профессора кафедры Законов о государственных повинностях и финансах. Кроме того с августа 1828 по май 1833 год он исправлял должность секретаря нравственно-политического отделения, а с февраля 1829 по январь 1834 — был синдиком университетского Правления. С ноября 1831 по август 1833 года он ещё читал курс «прав знатнейших древних и новых народов», замещая одноименную кафедру, а сентября 1833 по декабрь 1835 года читал курс российского законоведения и курс римского права.
В феврале 1835 года назначен деканом нравственно-политического отделения ; преподавал (до 1845) на кафедре законов о государственных повинностях и финансах. С 1836 года ему было поручено также читать политическую экономию, а с марта 1837 года — курс российской статистики на историко-филологическом отделении философского факультета университета.
В 1844 году был пожалован в статские советники; в 1845 году уволен от службы с пенсией и награждён знаком отличия беспорочной службы за двадцать пять лет.